# Monorchidismo
Il monorchidismo, o monorchidia, è una condizione caratterizzata dalla presenza di un solo testicolo. Può essere una malformazione congenita oppure conseguenza di un intervento chirurgico di orchiectomia. Il testicolo mancante è più spesso il sinistro.

## Diagnostica
Deve essere esclusa la diagnosi di criptorchidismo, ovvero della mancata discesa di uno dei due testicoli; tale diagnosi deve essere esclusa per la potenziale degenerazione neoplastica del testicolo ritenuto. Questo può avvenire tramite l'esplorazione chirurgica con correlata biopsia escissionale degli annessi, ovvero epididimo e dotto deferente.

## Clinica
Si tratta di una condizione asintomatica. I valori plasmatici delle gonadotropine e degli ormoni sessuali maschili sono normali e non vi sono segni di femminilizzazione.